# Microsauria
Microsauria zijn een orde van uitgestorven amfibieën die leefden van het Laat-Carboon tot het Vroeg-Perm.

## Kenmerken
De naam 'Microsauria' betekent 'kleine hagedissen', maar dit waren geen hagedissen. Het was de meest gevarieerde groep binnen de Lepospondyli. Het waren kleine dieren met een gedrongen lijf met korte staart, renpoten, een doosvormige kop, en kaken die kleine scherpe tanden droegen. De rangschikking van de beenderen in de kop, de ruggengraat en de poten toonde aan dat ze dichter bij de amfibieën staan dan bij de huidige reptielen.

## Leefwijze
Deze dieren hadden een lichaamsbouw die uitermate geschikt was om op een bosbodem tussen planten te rennen, op zoek naar kleine prooidieren. Ze konden een langere periode buiten het water overleven, maar ze keerden toch weer gedurende korte tijd terug naar het water terug om te paaien. Hun eieren werden in het water afgezet.

## Ontwikkeling
Deze groep kan de voorouders van de land- en watersalamanders zijn.

## Indeling
- Utaherpeton
- Hyloplesion
- Odonterpeton
- Rhynchonkos
- Eocaecilia
- Microbrachis

Familie Hapsidopareiontidae
- Saxonerpeton
- Hapsidopareion
- Llistrofus Carroll & Gaskill, 1978

Familie Tuditanidae, † Cope, 1875
- Tuditanus Cope, 1871
- Asaphestera, Steen, 1934

Familie Ostodolepidae
- Micraroter
- Pelodosotis

Familie Pantylidae
- Pantylus
- Stegotretus
- Sparodus
- Trachystegos

Familie Gymnarthridae
- Cardiocephalus
- Euryodus

Familie Brachystelechidae
- Batropetes
- Carrolla
- Quasicaecilia